# Fannia coxata
Fannia coxata är en tvåvingeart som beskrevs av Shannon och Ponte 1926. Fannia coxata ingår i släktet Fannia och familjen takdansflugor. Inga underarter finns listade i Catalogue of Life.